# Rodney Bagley

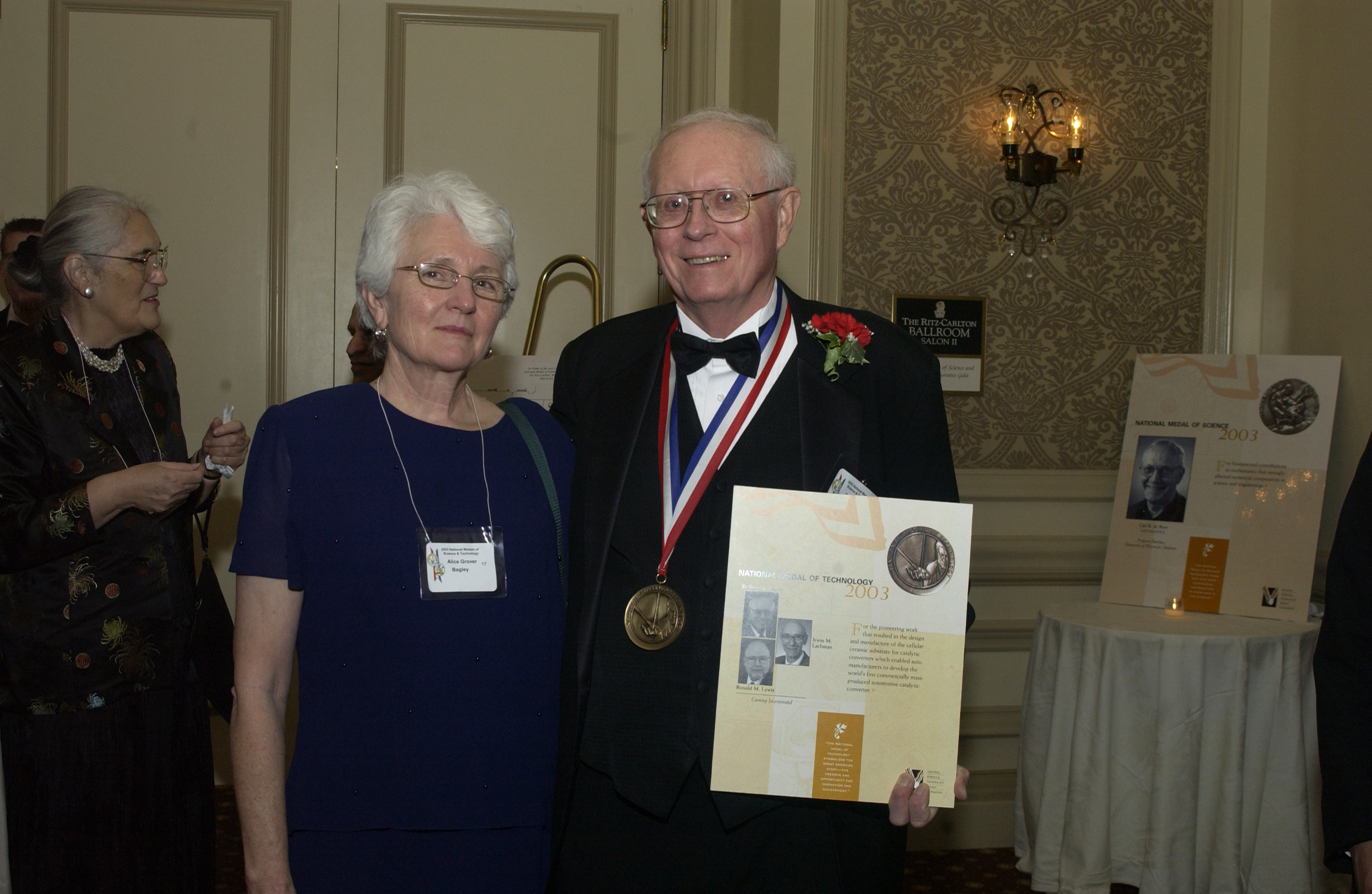
Rodney Bagley mit Ehefrau anlässlich der Verleihung der National Medal of Technology and Innovation (2005)

Rodney D. Bagley (* 2. Oktober 1934 in Ogden, Utah; † 13. April 2023 in Windsor, Vermont) war ein US-amerikanischer Ingenieur und Miterfinder des keramischen Cordierit-Substrats für den Drei-Wege-Katalysator.

## Leben
Rodney Bagley wurde am 2. Oktober 1934 in Ogden, Utah, geboren. Er erwarb 1960 einen B.S. in Geotechnik und 1964 einen Doktortitel in Keramiktechnik, beides an der University of Utah. Er heiratete 1960 in Salt Lake City Alice Grover, mit der er 62 Jahre verheiratet war. Von 1963 bis zu seiner Pensionierung im Jahr 1994 arbeitete er für Corning und forschte an einzigartigen Keramikmaterialien. Bagley war Corning-Forschungsstipendiat, Fellow der American Ceramic Society und Empfänger des Samuel-Geijsbeck-Preises (1985) sowie des Internationalen Keramikpreises (1996). Im Jahr 2002 wurde er in die National Inventors Hall of Fame aufgenommen. Im Jahr 2003 wurde er mit der National Medal of Technology and Innovation ausgezeichnet.

## Werk

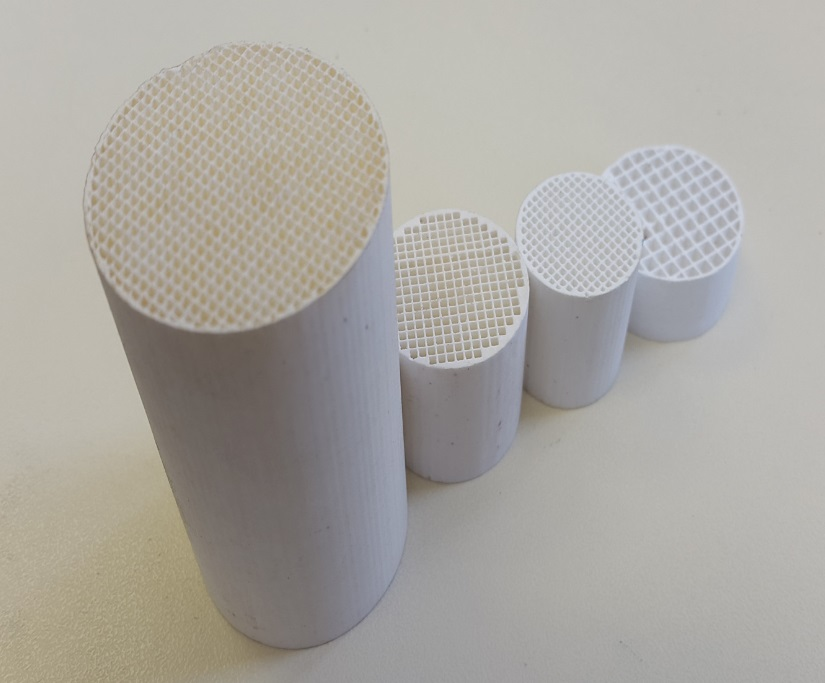
Keramische Substrate

Der Clean Air Act (1970) setzte neue Standards für Fahrzeugemissionen. Bagley erfand als Mitglied eines Corning-Teams, dem auch Irwin Lachman und der Geologe Ronald Lewis angehörten, das Cordierit-Substrat, das in modernen Katalysatoren verwendet wird. Sie entwickelten die Extrusionsdüse zusammen mit einem Verfahren, mit dem ein dünnwandiges, wabenförmiges Keramiksubstrat hergestellt werden konnte. Tausende von zellenförmigen Kanälen in der Struktur ermöglichten eine große Oberfläche. Die innere Oberfläche wurde dann mit einem Washcoat beschichtet, der die Edelmetalle Platin und Rhodium enthielt, die mit den Schadstoffen reagierten und den Großteil der Abgasschadstoffe in harmlose Stickstoff-, Wasser- und Kohlenstoffdioxidemissionen umwandelte. Die Keramiksubstrat-Technologie wird heute von allen Automobilherstellern der Welt eingesetzt.